# Sava II
Sankt Sava II (serbisk kyrilliska: Свети Сава II; latinska: Sveti Sava II; kyrkslaviska: Свѧтой Са́вва II), född som Predislav (Предислав) omkring år 1200, död 1271, var en serbisk munk och ärkebiskop som var Serbisk-ortodoxa kyrkans tredje ärkebiskop från 1263 fram tills hans död.
Han är idag ett helgon inom de östortodoxa kyrkorna. Hans festdag är den 8 februari (julianska kalendern).

## Biografi
Predislav var son till kung Stefan Prvovenčani och brorson till Serbisk-ortodoxa kyrkans första ärkebiskop, Sankt Sava. Han hade tre bröder, Stefan Radoslav, Stefan Vladislav och Stefan Uroš I.
När Predislav befann sig vid Hilandarklostret på berget Athos i dagens Grekland, bytte han namn till Sankt Sava II i samband med att han blev munk.
År 1263 utnämndes Sava till Serbisk-ortodoxa kyrkans ärkebiskop och var det fram tills hans död 1271.
Savas reliker finns i Peć i Kosovo.

## Bilder

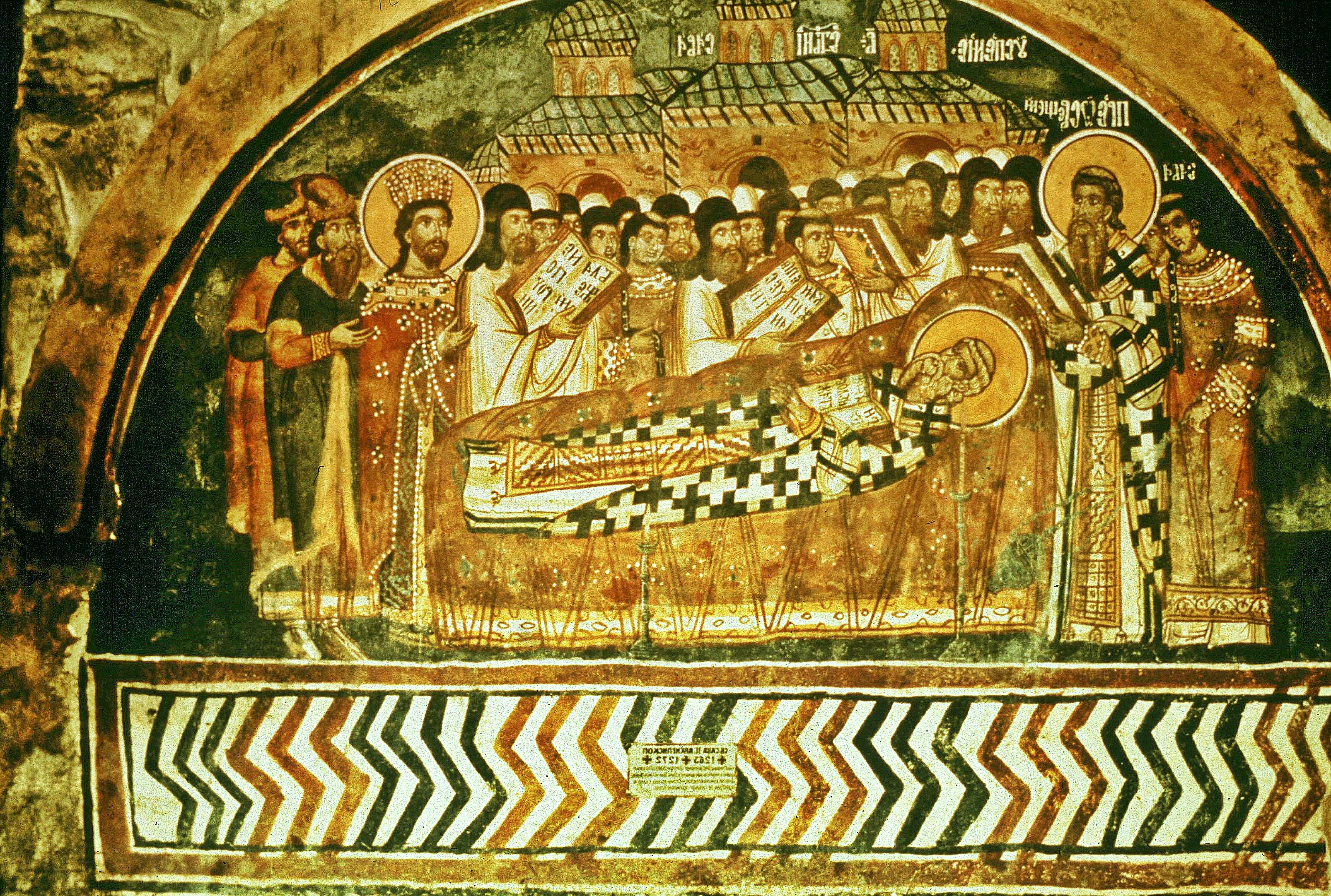
Fresk föreställande Savas begravning inne i Patriarkatet i Peć.